# Foxhound-inglês
A foxhound-inglês[Nota] (em inglês:  English Foxhound), conhecido apenas como foxhound, é uma raça oriunda do Reino Unido e considerada um exemplar do cão de caça moderno. Apesar de tolerante com outros cães e amigável com as pessoas, não é popular como animal de companhia, já que passeios podem virar perseguições à presas, devido  a sua velocidade, capacidade de propulsão e o ímpeto de caçar raposas. Com a caça proibida na Grã-Bretanha, seu trabalho perdeu a utilidade e seu futuro tornou-se incerto, embora seja visto como um promissor cão de companhia.